# (774) Armor
Pour les articles homonymes, voir Armor.
(774) Armor est un astéroïde de la ceinture principale découvert le 19 décembre 1913 par l'astronome Charles Le Morvan. Sa désignation provisoire était 1913 TW.